# Ewa Puszczyńska
Ewa Puszczyńska (ur. 24 stycznia 1955 w Łodzi) – polska producentka filmowa, odpowiadająca za produkcję filmów takich jak m.in. „Ida”, „Zimna Wojna”, „Zabij to i wyjedź z tego miasta”, „Strefa interesów”, nagradzanych wielokrotnie na międzynarodowych festiwalach filmowych.

## Życiorys
Ewa Puszczyńska jest absolwentką filologii angielskiej na Uniwersytecie Łódzkim. Od 1995 jest zaangażowana we współpracę z Opus Film. W 2007 roku została powołana przez Ministra Kultury na eksperta Polskiego Instytutu Sztuki Filmowej, uczestniczy w szkoleniu Eave jako decydent oraz prowadzi zajęcia z produkcji filmowej w Państwowej Wyższej Szkole Filmowej, Telewizyjnej i Teatralna im. Leona Schillera w Łodzi. W 2016 założyła firmę producencką Extreme Emotions. W 2020 znalazła się na liście Variety 500 – liście najbardziej wpływowych ludzi branży medialnej. Jest członkinią Europejskiej Akademii Filmowej, a od roku 2015 jest członkinią zarządu Akademii, należy również do Polskiej i Amerykańskiej Akademii Filmowej.
W 2022 została przewodniczącą Komisji Oscarowej, wyłaniającej polskiego kandydata do Oscara.

## Filmografia
2005:
- „Z odzysku” – koordynacja produkcyjna,
- „Masz na imię Justine” – producent wykonawczy,
- „Mistrz” – koordynacja produkcyjna,

2006:
- „Inland empire” producent liniowy (wykonawczy: w Polsce; w napisach imię: Emilia),
- „Chłopiec na galopującym koniu” koordynacja produkcyjna,

2007: „Lekcje pana Kuki” producent, producent wykonawczy,
2008: „Wiosna 1941” – producent,
2009:
- „Zero” – producent wspierający,
- „Nic do stracenia” – producent,
- „Moja krew” development,

2010:
- „Shtikat haarchion” – producent delegowany (polska),
- „Kongen av bastoy” – koproducent,

2012: „Aglaja”- producent,
2013:
- „Trzy kobiety” – koproducent,
- „The congress” – koproducent,
- „Ida” – producent,

2014:
- „Zbrodnia” – producent,
- Powstanie Warszawskie” – producent wykonawczy,
- „The Cut” – koproducent,

2015:
- „Zbrodnia. Sezon Drugi” – producent,
- „Stan umysłu” – producent wspierający,
- „Son of Aram” – producent,
- „Ewa” – producent,
- „Rfterskalv” – producent wspierający,
- „Past life” – producent (polska ekipa),

2016: „Dark crimes” – koproducent,
2017:
- „Hostages” – koproducent,
- „Der Hauptmann” – koproducent,

2018: „Zimna wojna” – producent,
2019:
- „Zabij to i wyjedź z tego miasta”- producent,
- „Ultraviolet” – producent, odcinki: 11, 12, 13, 14, 15, 16, 17, 18, 19, 20, 21, 22,

2020: „Quo vadis, Aida?” – producent,
2022:
- „The Silent Twins” – producent,
- „Głupcy” – producent[7],
- „Strefa interesów” – producent[8].

## Niektóre nagrody dla produkowanych filmów
- Złote Lwy (2013) w kategorii najlepszy film, za film „Ida”[9][4],
- Nagroda BAFTA (2015) w kategorii najlepszy film nieanglojęzyczny, za film „Ida”[10]
- Złote Lwy (2018) w kategorii najlepszy film, za film „Zimna Wojna”[11][4],
- Złote Lwy (2020) w kategorii najlepszy film, za film „Zabij to i wyjedź z tego miasta”[12][4].
- Oscar (2024, x2) w kategoriach: najlepszy film międzynarodowy i najlepszy dźwięk za film „Strefa interesów”[8].

## Nagrody pozostałe
- Tytuł Człowieka Roku w konkursie na najważniejsze wydarzenie kulturalne Łodzi Energia Kultury (2019),
- Nagroda im. Marii Kornatowskiej dla indywidualności filmowej – za „wiarę w magię kina” wręczona podczas 24. Forum Kina Europejskiego „Cinergia” w Łodzi (2019)[7],
- Nagroda Prezydenta Miasta Łodzi za osiągnięcia w dziedzinie artystycznej (2021)[7][4],
- Tytuł Doktora honoris causa Państwowej Wyższej Szkoły Filmowej, Telewizyjnej i Teatralnej im. Leona Schillera w Łodzi (2023)[13].